# Eternal Flame
Eternal Flame sjöngs in på skiva 1988 av Bangles, på albumet Everything samma år, och blev en stor singelframgång året därpå.
Sången var inspirerad av två eviga lågor: en på Elvis Presleys gravsten i Graceland, och en vid synagogan i Palm Springs dit låtskrivaren Billy Steinberg gick som barn.

## Listplaceringar

### Bangles skivinspelning
| Lista                                        | Topplacering |
| -------------------------------------------- | ------------ |
| Australien (ARIA)                            | 1            |
| Österrike (Ö3 Austria Top 40)                | 3            |
| Canadian Top Singles (RPM)                   | 4            |
| Frankrike (SNEP)                             | 5            |
| Västtyskland (Media Control AG)              | 4            |
| Irland (Irish Singles Chart)                 | 1            |
| Nya Zeeland (RIANZ)                          | 4            |
| Norge (VG-lista)                             | 1            |
| Sverige (Sverigetopplistan)                  | 1            |
| Schweiz (Swiss Music Charts)                 | 2            |
| Storbritannien (The Official Charts Company) | 1            |
| US Adult Contemporary (Billboard)            | 1            |
| US Billboard Hot 100                         | 1            |

### Atomic Kittens skivinspelning
| Lista (2001)              | Topplacering |
| ------------------------- | ------------ |
| Australien                | 47           |
| Österrike                 | 3            |
| Belgien (Flandern)        | 1            |
| Belgien (Vallonien)       | 18           |
| Kanada                    | 15           |
| Danmark                   | 12           |
| Nederländerna             | 9            |
| Europa                    | 4            |
| Frankrike                 | 2            |
| Västtyskland              | 5            |
| Irlan                     | 2            |
| New Zealand Singles Chart | 1            |
| Norwegian Singles Chart   | 13           |
| Portuguese Singles Chart  | 5            |
| Spanish Singles Chart     | 19           |
| Swedish Singles Chart     | 2            |
| Swiss Singles Chart       | 9            |
| UK Singles Chart          | 1            |

### Fotnoter
1. ↑  Susanna Hoffs, "Commentary", the Bangles, Return to Bangleonia, DVD, 2007
2. ↑  Stichting Nederlandse Top 40, 500 Nr. 1 hits uit de Top 40, page 261, 9023009444
3. ↑  "Australian-charts.com - Bangles - Eternal Flame". ARIA Top 50 Singles. Hung Medien.
4. ↑  "Bangles - Eternal Flame Austriancharts.at" (in German). Ö3 Austria Top 40. Hung Medien.
5. ↑  ”Top Singles - Volume 50, No. 1, May 01 1989”. RPM. Arkiverad från originalet den 13 augusti 2012. https://www.webcitation.org/69tH78OSV?url=http://www.collectionscanada.gc.ca/rpm/028020-119.01-e.php?brws_s=1. Läst 6 juli 2011.
6. ↑  "Lescharts.com - Bangles - Eternal Flame" (in French). Les classement single. Hung Medien.
7. ↑  "Musicline.de - Chartverfolgung - Bangles - Eternal Flame" (in German). Media Control Charts. PhonoNet GmbH.
8. ↑  ”Irish Singles Chart – Search for song”. Irish Recorded Music Association. http://www.irishcharts.ie/search/placement. Läst 6 juli 2011.
9. ↑  "Charts.org.nz - Bangles - Eternal Flame". Top 40 Singles. Hung Medien.
10. ↑  "Norwegiancharts.com - Bangles - Eternal Flame". VG-lista. Hung Medien.
11. ↑  "Swedishcharts.com - Bangles - Eternal Flame". Singles Top 60. Hung Medien.
12. ↑  "Bangles - Eternal Flame swisscharts.com". Swiss Singles Chart. Hung Medien.
13. ↑  "april 1989 Archive Chart" UK Singles Chart. The Official Charts Company.
14. ↑   "Bangles Album & Song Chart History" Billboard Adult Contemporary Songs for Bangles. Prometheus Global Media.
15. ↑  "Bangles Album & Song Chart History" Billboard Hot 100 for Bangles. Prometheus Global Media.
16. ↑  ”Australian Charts > Atomic Kitten”. australian-charts.com Hung Medien. http://australian-charts.com/showinterpret.asp?interpret=Atomic+Kitten. Läst 9 oktober 2010.
17. ↑  ”Austrian Charts > Atomic Kitten” (på tyska). austriancharts.at Hung Medien. http://austriancharts.at/showinterpret.asp?interpret=Atomic+Kitten. Läst 9 oktober 2010.
18. ↑  ”Belgian (flanders) charts > Atomic Kitten”. ultratop.be. http://www.ultratop.be/nl/showitem.asp?interpret=Atomic+Kitten&titel=Eternal+Flame&cat=s. Läst 9 oktober 2010.
19. ↑  ”Belgian (wallonia) charts > Atomic Kitten”. ultratop.be. http://www.ultratop.be/fr/showitem.asp?interpret=Atomic+Kitten&titel=Eternal+Flame&cat=s. Läst 9 oktober 2010.
20. ↑  [Eternal Flame på Allmusic (engelska) ”Atomic Kitten > Charts & Awards > Billboard Singles”]. Allmusic Macrovision. Eternal Flame på Allmusic (engelska). Läst 9 oktober 2010.[död länk]
21. ↑  ”Danish Charts > Atomic Kitten”. danishcharts.com Hung Medien. Arkiverad från originalet den 8 juli 2011. https://web.archive.org/web/20110708230734/http://danishcharts.com/showinterpret.asp?interpret=Atomic%20Kitten. Läst 9 oktober 2010.
22. ↑  ”Dutch Top 40 > Atomic Kitten” (på nederländska). Stichting Nederlandse Top 40. http://www.top40.nl/search.aspx?keyword=atomic%20kitten. Läst 9 oktober 2010.
23. ↑  ”Atomic Kitten Crawls Up Euro Albums Chart”. billboard.biz. http://www.billboard.biz/bbbiz/search/article_display.jsp?vnu_content_id=1017519. Läst 9 oktober 2010.
24. ↑  ”French Charts > Atomic Kitten” (på franska). lescharts.com Hung Medien. http://lescharts.com/showinterpret.asp?interpret=Atomic+Kitten. Läst 9 oktober 2010.
25. ↑  ”Chartverfolgung / Atomic Kitten / Single” (på tyska). musicline.de PhonoNet. Arkiverad från originalet den 9 oktober 2012. https://web.archive.org/web/20121009135826/http://www.musicline.de/de/chartverfolgung_summary/artist/Atomic+Kitten/single?sort=entry. Läst 9 oktober 2010.
26. ↑  ”Irish Charts > Atomic Kitten”. irish-charts.com Hung Medien. http://irish-charts.com/showinterpret.asp?interpret=Atomic+Kitten. Läst 9 oktober 2010.
27. ↑  ”New Zealand Charts > Atomic Kitten”. charts.org.nz Hung Medien. Arkiverad från originalet den 14 augusti 2012. https://web.archive.org/web/20120814002223/http://charts.org.nz/showinterpret.asp?interpret=Atomic%20Kitten. Läst 9 oktober 2010.
28. ↑  ”Norwegian Charts > Atomic Kitten”. http://norwegiancharts.com/showitem.asp?interpret=Atomic+Kitten&titel=Eternal+Flame&cat=s. Läst 9 oktober 2010.
29. ↑  ”Swedish Charts > Atomic Kitten”. http://swedishcharts.com/showitem.asp?interpret=Atomic+Kitten&titel=Whole+Again&cat=s. Läst 9 oktober 2010.
30. ↑  ”Swiss Charts > Atomic Kitten” (på tyska). Arkiverad från originalet den 7 juli 2011. https://web.archive.org/web/20110707000912/http://hitparade.ch/artist/Atomic_Kitten. Läst 9 oktober 2010.
31. ↑  ”UK Charts > Atomic Kitten”. Official Charts Company. Arkiverad från originalet den 4 februari 2012. https://web.archive.org/web/20120204072655/http://www.theofficialcharts.com/artist/_/Atomic%20Kitten/. Läst 9 oktober 2010.